# De Accu
Accu : B(etrouwbare) B(erichten) C(entrale) was een verzetsblad uit de Tweede Wereldoorlog, dat vanaf 11 oktober 1944 tot en met 11 mei 1945 in Amsterdam werd uitgegeven. Het blad verscheen dagelijks in een oplage tussen de 1000 en 4000 exemplaren. Het werd gestencild, maar tussen 11 december 1944 en 7 februari 1945 gedrukt en de inhoud bestond voornamelijk uit nieuwsberichten. Vanaf ca. nr.26 (1944) werd het uitgegeven met ondertitel: Ned. berichten van de BBC.
In maart 1945 werd door de Accu een brochure OOSTLAND-ONS LAND uitgegeven in een oplage van 500 exemplaren, welke na de bevrijding in een oplage van 30.000 exemplaren werd herdrukt. Deze brochure behandelde het annexatieprobleem.
Naast dit dagelijks nieuwsblad werd Accu-vonken uitgegeven, een weekblad dat oriëntering op politiek gebied bood.

## Betrokken personen
Het blad werd uitgegeven door
- F. Beumer, rijwielhersteller
- C. Plas, radiotechnicus

met medewerking van
- W. Stemmer jr., stenograaf
- W. Stemmer sr., stenograaf
- M. Tulp, scholier-op-nonactief
- J. Stellmeyer, scholier-op-nonactief

## Gerelateerde kranten
- Accu-vonken - Artikelen van algemeen belang[2]